# 拉那克山口
拉那克山口 (藏語：ལ་ནག་ལ，藏语拼音：Lanag La)是在有争议的阿克赛钦地区的一个山口，印度主张它是 中国－印度边界山口。拉那克山口位于阿克赛钦在察坎山(Chāmkang) 34°25′18″N 79°13′36″E / 34.42167°N 79.22667°E
和Samkang34°24′45″N 79°04′27″E / 34.41250°N 79.07417°E
以南，目前这一部分目前纳入中国西藏自治区阿里地区日土县管辖，最近的村落是距离山口120公里的东汝乡松西村。

## 历史
从1820年起，旅行家William_Moorcroft证实，拉那克山口曾经是拉达克和西藏之间一个完善的边界点。几位旅行者在19世纪末和20世纪初写道，印度和西藏之间的传统边界在拉那克山口。他们还表示，印度和西藏双方都接受了边界。
从羌臣摩河河谷到拉那克山口的地区有大量的查谟和克什米尔政府记录。除了收入记录、1908年拉达克定居点报告、几个调查小组的报告、1951年的查谟和克什米尔野生动物保护法外，还有克什米尔的文件有关在羌臣摩河河谷建设和维护贸易路线、休息室和仓库。他们都将整个羌臣摩河河谷一直延伸到拉那克山口在拉达克管辖下。
直到1951年，中国地图也承认拉那克山口为边界。1956 年，中华人民共和国公布了第一张自定义地图，其中以空喀山口34°20′06″N 79°02′07″E / 34.335°N 79.0353°E为界线。直到 1956 年，那里一直插着印度国旗。中国直到1958年6月才出现在拉那克山口地区，当时一支印度巡逻队沿着羌臣摩河河谷到拉那克山口。次年，中国军队已渗入羌臣摩河河谷。1959年10月，当印度边境巡逻队试图在空喀山口附近设置哨所时，他们遭到中国军队的伏击，其中一些人被杀，另一些人被俘。中印双方关于空喀山口事件各执一词。
一些西方学者，如Larry_Wortzel和Allen_S._Whiting，似乎支持中国人声称空喀山口是西藏“传统”边界的说法。然而，其他学者指出了中国的不一致之处。

## 历史地图

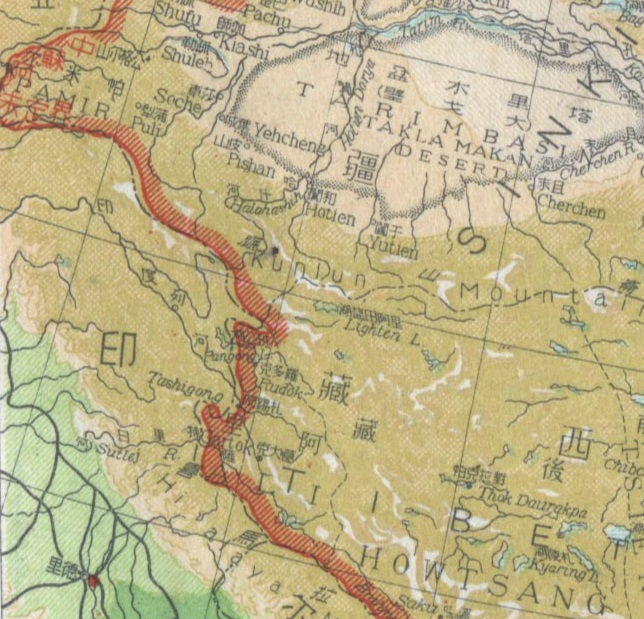
1947年的中华民国地图，显示拉那克山口边界

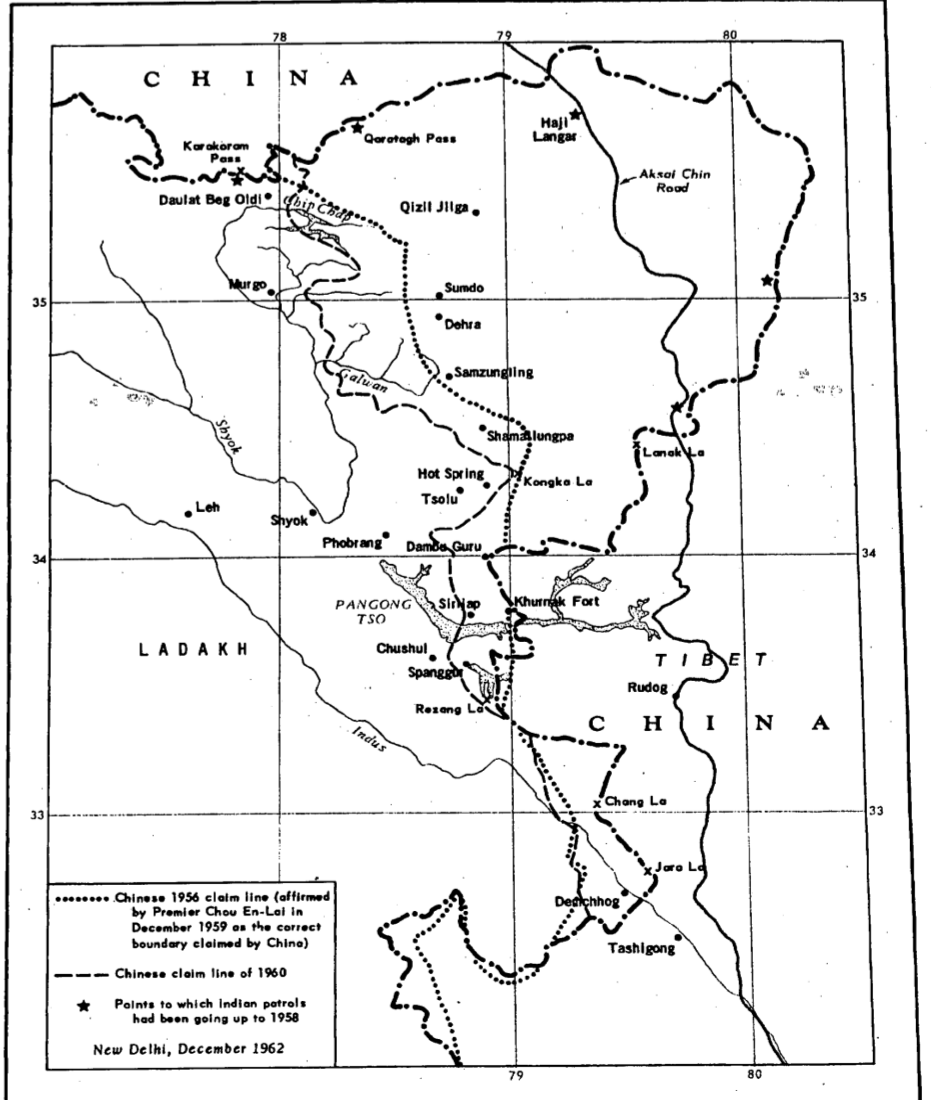
中国主张的拉达克边界线（中央情报局提供的地图）

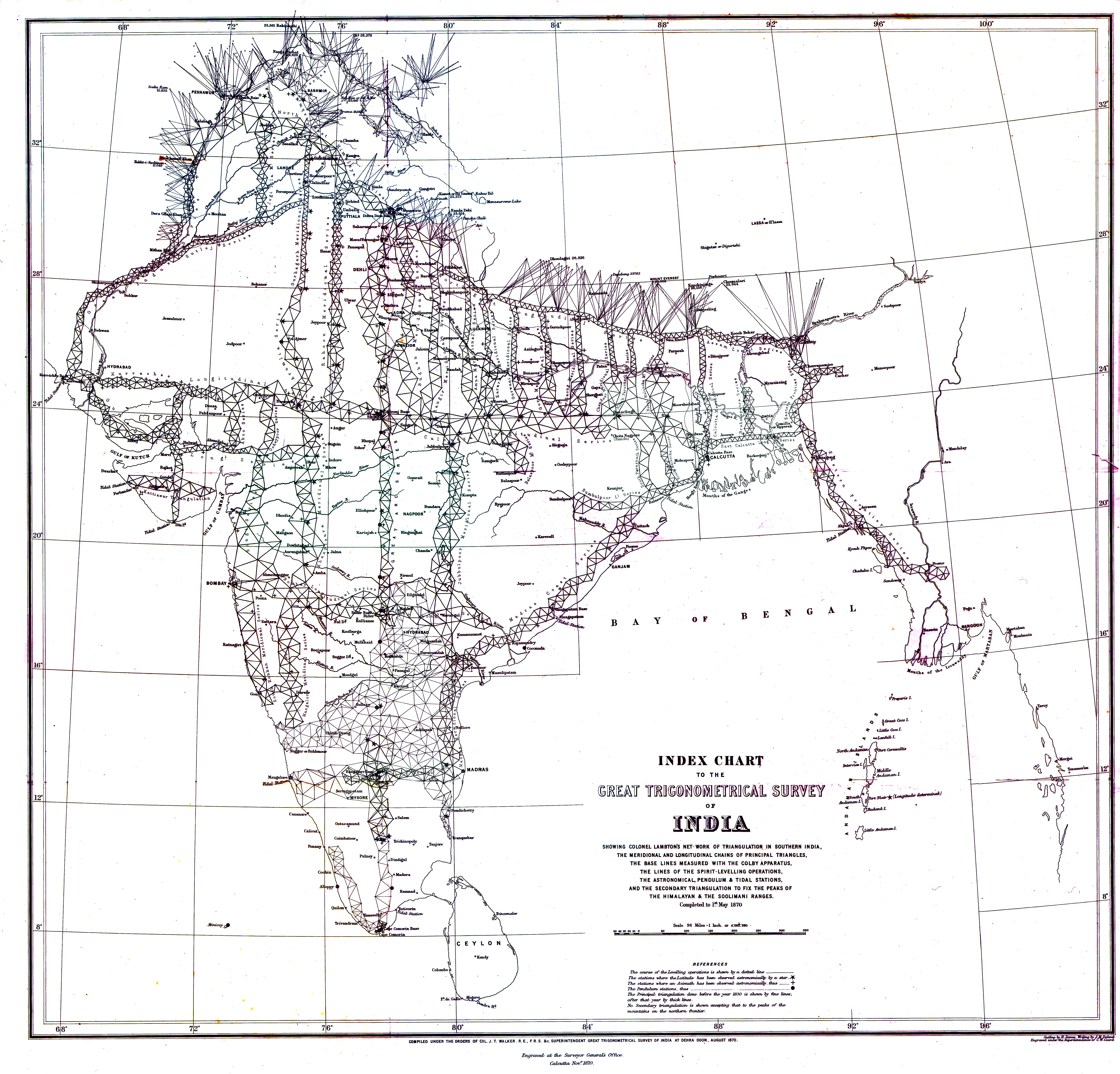
1870年印度勘探局制作的一张地图，显示了1802-1852年使用的三角形定位和大三角测量的穿越调查。穿越调查只到达南迦帕尔巴特峰、斯卡都 、羌臣摩河 和Hanle附近。三角形定位最北到拉卡波希峰 和K2峰 。

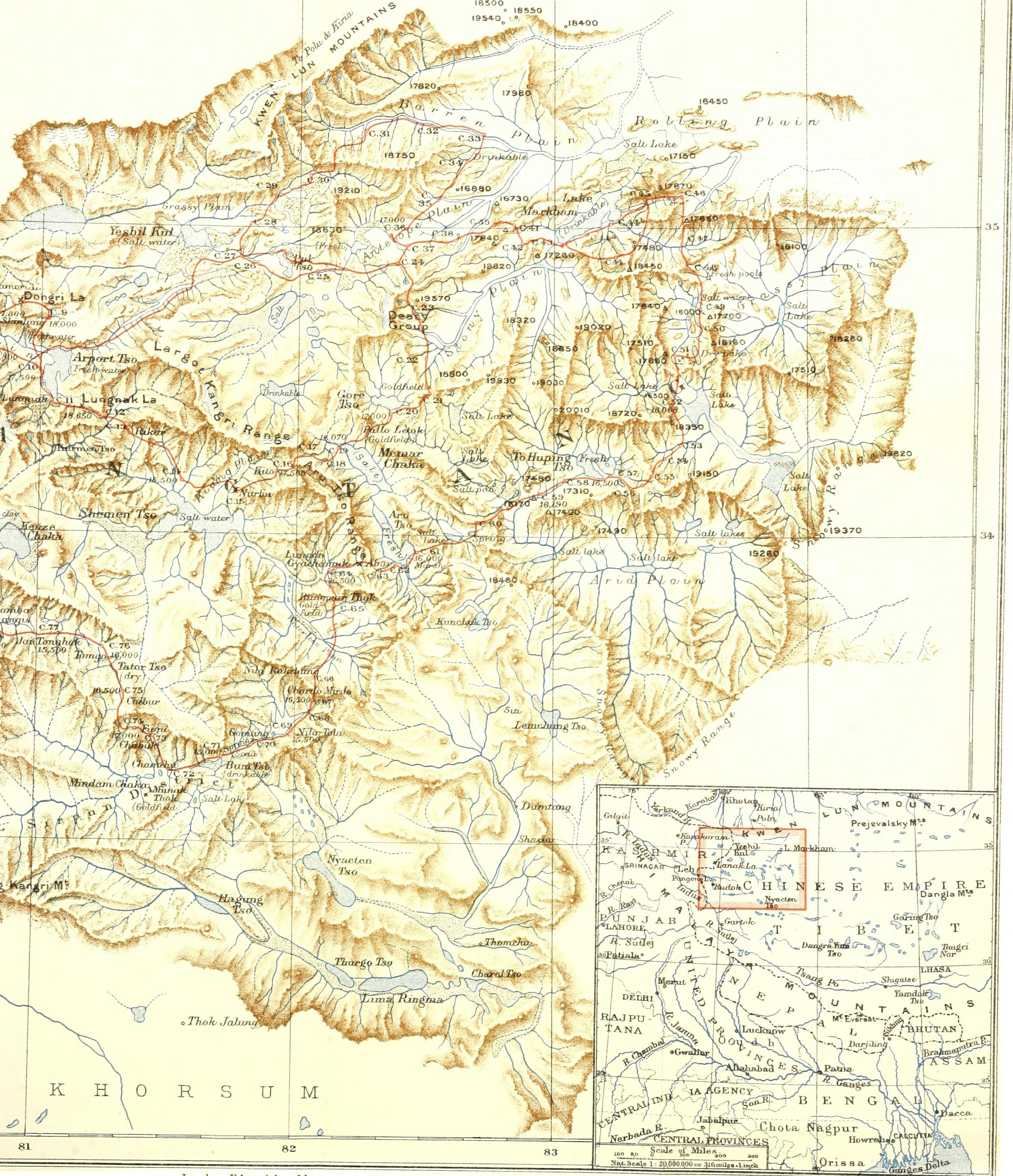
Cecil_Rawling提供的地图，显示了地图里的边界在拉那克山口 (1905)

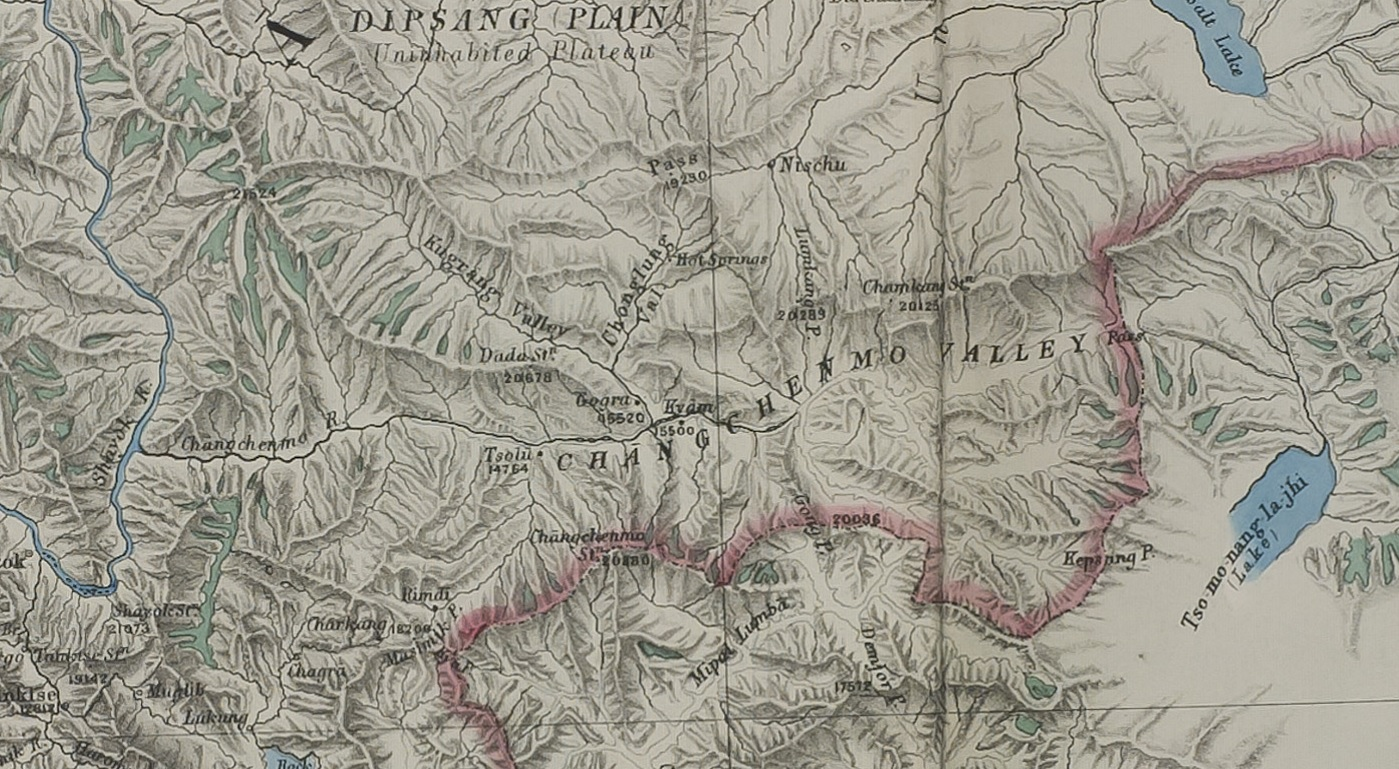
1875年Frederick_Drew描绘的羌臣摩河河谷。拉纳克山口在羌臣摩河河谷的东端被简单地标记为"山口"，边界划定经过该山口。